# تشمغرد
تشمغرد (بالفارسية: چمگرد) هي قرية تقع في قسم رادكان الريفي (مقاطعة تشناران) في إيران. يقدر عدد سكانها بـ 437 نسمة .